# وست کلارکستون-هایلند، واشینگتن
وست کلارکستون-هایلند (به انگلیسی: West Clarkston-Highland) یک منطقهٔ مسکونی در ایالات متحده آمریکا است که در شهرستان اسوتین، واشینگتن واقع شده‌است. وست کلارکستون-هایلند ۶٫۹ کیلومتر مربع مساحت و ۲٬۲۶۵ نفر جمعیت دارد.